# Токат
Токат (тур. Tokat) је град у Турској у вилајету Токат. Према процени из 2009. у граду је живело 121.004 становника.

## Становништво
Према процени, у граду је 2009. живело 121.004 становника.
| 1990.  | 2000.   |
| ------ | ------- |
| 83.058 | 113.100 |